# 小行星3258
小行星3258（3258 Somnium）是一颗围绕太阳公转的小行星。1983年9月8日，保羅·維爾特在齐美尔瓦尔德发现了此天体。
該小行星3258德國天文學家約翰尼斯·克卜勒的小說《月亮之夢》命名。
这颗小行星的绝对星等为296.79651等。